# Piper Niven
Kimberly Benson (Ayrshire, 6 de maio de 1991) é uma lutadora profissional escocesa. Ela trabalha atualmente para a WWE, onde atua na marca SmackDown sob o nome de ringue Piper Niven. Niven é uma ex-campeã do Campeonato de Duplas Femininas da WWE, tendo conquistado o título uma vez.
Benson começou sua carreira no circuito independente do Reino Unido sob o nome de Viper, também atuando no Japão pela World Wonder Ring Stardom. Após participar do Mae Young Classic de 2017, ela foi contratada pela WWE em 2019. De 2021 a 2022, ela se apresentou como Doudrop, antes de retornar ao seu nome atual. Niven é uma ex-campeã uma vez do Campeonato Artist of Stardom, duas vezes campeã feminina da ICW, uma vez campeã mundial da SWA e duas vezes campeã do Campeonato 24/7 da WWE.

## Início de vida
Kimberly Benson nasceu em 6 de maio de 1991, em Kilbirnie, Escócia.

## Carreira na luta livre profissional

### Circuito independente (2007–2019)

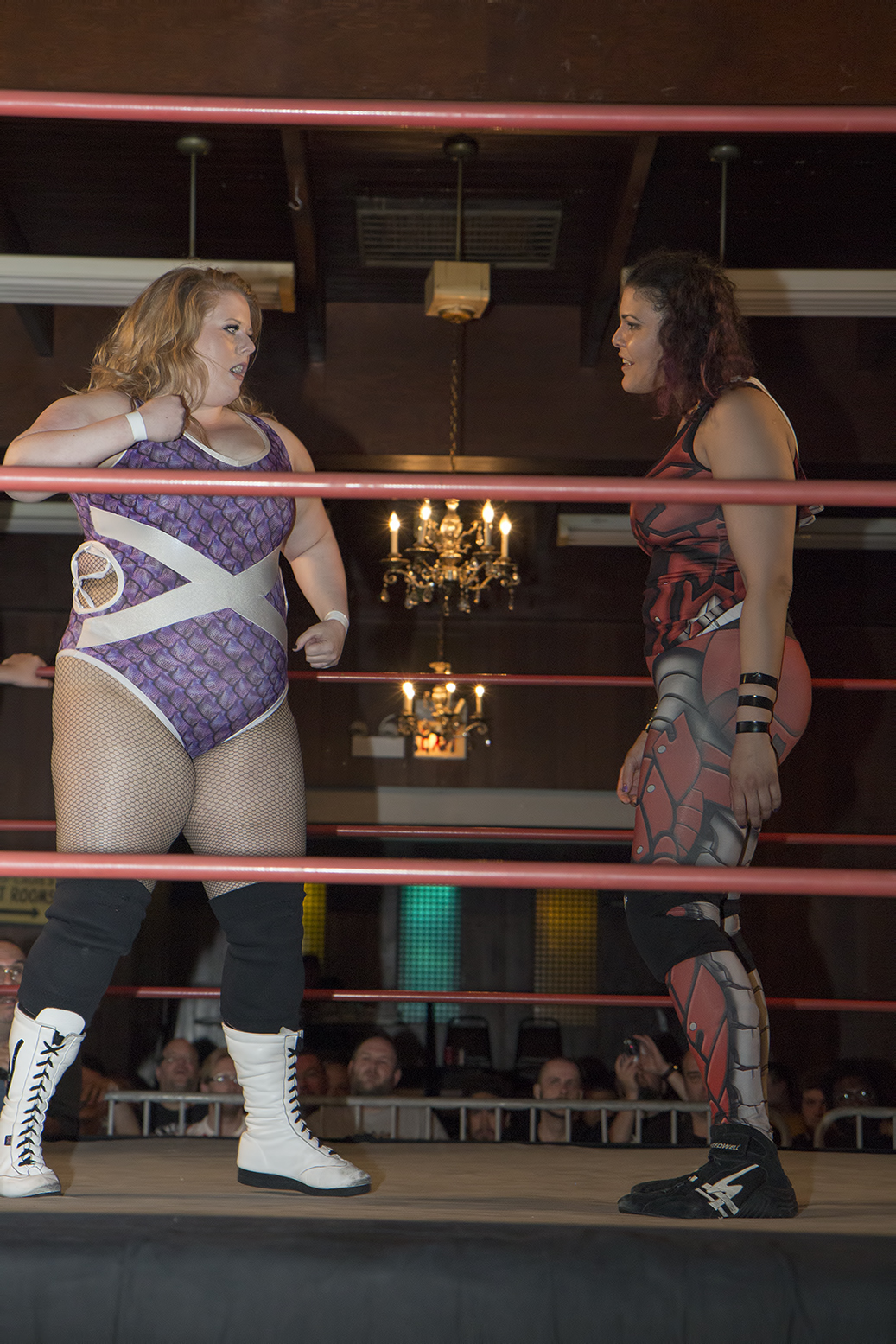
Viper encarando Vanessa Kraven durante um show da SHIMMER em 2016.

Antes de se tornar uma lutadora, Kimberly Benson manteve seu amor pela luta livre em segredo, preocupada que suas amigas achassem que ela era "estranha", pois acreditavam que isso era apenas um esporte para homens. Foi só quando ela tinha 15 anos, e seu sobrinho mais velho começou a assistir a lutas, que a paixão de Benson foi reacendida e ela se tornou aberta sobre seu gosto pela luta livre. Ela foi apresentada a esse esporte em uma escola de treinamento perto de sua casa em Ayrshire e, segundo ela, fez sua estreia aos 16 anos, um ano após começar seu treinamento. Sobre sua experiência de treinamento, ela disse: "Eu apanhei, totalmente apanhei. Lembro de estar deitada na cama no dia seguinte, tão dolorida e em absoluta agonia, mas eu simplesmente amava aquilo, tinha que voltar."
Kimberly Benson participou do programa especial da ITV World of Sport Wrestling, que foi celebrado na véspera de Ano Novo de 2016, e até abril daquele ano, estava programada para aparecer em um revival da série. No entanto, um mês depois, antes do início das gravações, o projeto foi adiado indefinidamente. A última luta de Benson no circuito independente foi na Scottish Wrestling Alliance Lion's Den em novembro de 2019.

### Insane Championship Wrestling (2013–2019)
Viper fez sua estreia na Insane Championship Wrestling (ICW) no Tramspotting em 17 de fevereiro de 2013. Ela se tornou a primeira campeã feminina da ICW no Fear & Loathing VIII, vencendo Kay Lee Ray e Nikki Storm na final do torneio em novembro de 2015. Viper recuperou o título em 2018 em um episódio do ICW Fight Club, antes de perdê-lo após 283 dias para Kay Lee Ray na inaugural luta Queen of Insanity. Ela competiu contra o elenco masculino da ICW em busca de uma oportunidade pelo Campeonato Mundial dos Pesos-Pesados da ICW na luta Square Go! de 2019, que incluiu lutadores como Jeff Jarrett, Wolfgang, Andy Wild, Leyton Buzzard, Kez Evans, BT Gunn, Grado, Jackie Polo, Mark Coffey, Joe Hendry, Kenny Williams, entre outros.

## Títulos e prêmios
- Alpha Omega Wrestling
  - AOW Women's Championship (1 vez)[13]
- Association Biterroise de Catch
  - ABC Women's Championship (1 vez)[14]
- Fierce Females
  - Fierce Females Championship (1 vez)[15]
- Insane Championship Wrestling
  - ICW Women's Championship (2 vezes)[16][17]
  - ICW Women's Championship Tournament (2015)[16]
- Preston City Wrestling
  - PCW Women's Championship (1 vez)[18]
- Pro-Wrestling: EVE
  - Pro-Wrestling: EVE Championship (1 vez)[19]
  - Pro-Wrestling: EVE International Championship (1 vez)[20]
  - Pro Wrestling: EVE International Championship Tournament (2018)
- Pro Wrestling Illustrated
  - PWI a colocou na #37ª posição das 50 melhores lutadoras individuais no PWI Female 50 em 2017[21]
- Scottish Wrestling Entertainment
  - SWE Future Division Championship (1 vez)[22]
- Showcase Pro Wrestling
  - Caledonian Cup (2014)[23]
- World of Sport Wrestling
  - WOS Women's Championship (2 vezes)[24]
- World Wide Wrestling League
  - W3L Women's Championship (1 vez)[25]
- World Wonder Ring Stardom
  - Artist of Stardom Championship (1 vez) – com HZK e Io Shirai
  - SWA World Championship (1 vez)[26]
  - Trios Tag Team Tournament (2019) – com Bea Priestley e Utami Hayashishita[27]
  - 5★Star GP Award (1 vez)
    - 5★Star GP Prêmio de Desempenho Excepcional (2017)[28]
- WWE
  - Campeonato de Duplas Femininas da WWE (1 vez) – com Chelsea Green[29]
  - Campeonato 24/7 da WWE (2 vezes)[30]